# Черна каня
Черната каня (Milvus migrans) е дневна граблива птица от род Кани. Среща се и на територията на България и е защитен вид съгласно Закона за биологичното разнообразие, също така е вписан в Червената книга на Република България.

## Физическа характеристика
Черната каня е малко контрастна, почти еднакво оцветена в тъмнокафяво. Средно голяма граблива птица.
- Дължината на тялото – 55 – 59 cm
- Размаха на крилете – 135 – 155 cm
- Тегло – 900 гр, като женските са по-едри.
- Излюпване – не става едновременно, а през 3 – 4 дни, дори и до 8 дни.

Опашката ѝ е врязана по средата, но по-слабо, отколкото на червената каня (Milvus milvus).
Черните кани са много гласовити. Звуците, които издават, са изключително променливи по височина и израз, така че е трудно да се опишат. В зависимост от настроението, това може да са нежни, мелодични трели, подобни на чайка крясъци или дори пронизителен писък. Оттук произлиза и изразът „кански писък“.

## Разпространение и биотоп
Черната каня е голяма мишеловна граблива птица от семейството на ястребите. За разлика от близкия ѝ роднина, червената каня, мястото ѝ се ограничава основно в Европа.
В Европа (включително България), Африка, Азия и Австралия, се срещат следните подвидове:
- Milvus migrans migrans – Европа и част от Азия
- Milvus migrans lineatus – Далечен изток
- Milvus migrans govinda – Африка, южна Азия, Австралия
- Milvus migrans parasiticus – средна Африка
- Milvus migrans affinis – Австралия
- Milvus migrans aegyptius – северна Африка

На юг често може да се срещне в близост до човешки поселения. Животът ѝ е по принцип свързан с водата и тя рядко се отдалечава много от водните басейни. В някои градове в Африка и близкия Изток е обичайна част от градския пейзаж, ровейки кофите с боклук и крадейки месо редом с враните и други подобни птици.

## Начин на живот и хранене
Храни се с убити по пътищата дребни животни, улавя умрели риби по повърхността на водата, често се храни с изхвърлен от хората боклук. Понякога улавя млади птици, жаби или други по-слаби животни.
Повечето от подвидовете, особено по-северните, са прелетни. Европейските популации най-често зимуват в Африка, където се срещат с местните раси и подвидове. Най-популярният африкански подвид е Паразитната черна каня (Milvus migrans parasiticus), която е извоювала името си, крадейки месо и друга подходяща храна от африканските жени, връщащи се натоварени от пазар, както и от по-разсеяни търговци на храна.

## Размножаване
- Гнездо – в короната на някое подходящо яко дърво, на средата на височината му, в близост до вода. Изплетено от сравнително големи клонки. Често окупира гнезда на чапли и се включва в колонии на други видове.
- Яйца – 2 – 3 (рядко 4) броя.
- Мътене – трае 30 дни и двамата родители. Малките напускат гнездото на около 45 дневна възраст.
- Отглежда едно люпило годишно.
- Моногамни птици.

## Допълнителни сведения
На територията на България е рядък и защитен от закона вид.

## Подвидове
- Вид Milvus migrans – Черна каня
  - Milvus migrans migrans -
  - Milvus migrans lineatus -
  - Milvus migrans govinda -
  - Milvus migrans parasiticus -
  - Milvus migrans affinis -
  - Milvus migrans aegyptius -